# Thyristor GTO
Pour les articles homonymes, voir GTO.
Le thyristor à extinction par la gâchette (thyristor GTO ou plus simplement GTO, de l'anglais gate turn-off thyristor), c’est-à-dire thyristor blocable par la gâchette. Ce thyristor présente donc un gros avantage sur le thyristor « classique » qui nécessite une interruption du courant principal pour repasser en état « bloqué », puisqu'il peut être commandé à l'ouverture (passage à l'état bloqué). Il partage avec le thyristor classique la capacité d'être commandé à la fermeture (passage à l'état conducteur)

## Circuits d'aide à la commutation
Un GTO « classique » est limité :

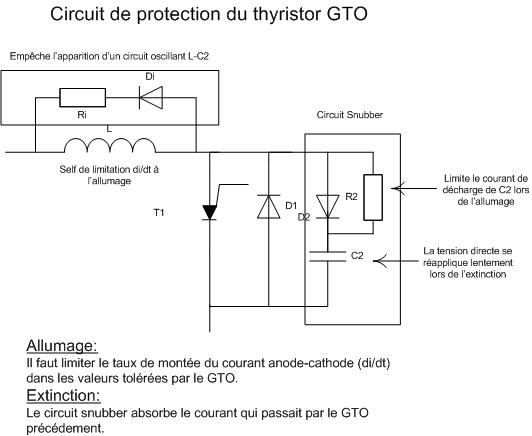
Circuit d'aide à la commutation.

- en vitesse de croissance du courant à la mise en conduction (dI/dt typique : 300 A/µs),
- en vitesse de croissance de la tension au blocage (dV/dt typique : 400 V/µs),
- comme tout composant, en tension crête instantanée (valeur selon le calibre).

Pour respecter ces contraintes, on aura généralement besoin de :
- un circuit inductif en série ;
- un circuit capacitif en parallèle ;
- un circuit d'écrêtage de la tension en parallèle.

Ceci a généralement pour conséquence d'augmenter les pertes globales du système. Néanmoins, il est possible de concevoir des schémas à récupération d'énergie pour améliorer le rendement.
Le HDGTO peut supporter des dV/dt bien plus importants et peut donc fonctionner sans le circuit capacitif.

## Structure

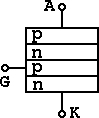
Vue en coupe.

Le GTO est structurellement identique à un thyristor, donc muni de trois électrodes :
- l'anode A ;
- la cathode K ;
- l'électrode de commande appelée gâchette G.

Il est composé de quatre couches dopées alternativement P, N, P, N.
La différence principale avec un thyristor est que la gâchette est fortement interdigitée, c'est-à-dire divisée en un réseau de mini-gâchettes distribuées sur toute la puce, afin de permettre une extraction uniforme du courant lors du blocage.

## Blocage du thyristor GTO
Le blocage du thyristor GTO peut se faire de deux façons :
- par interruption naturelle du courant principal Iak, qui se produit par exemple à chaque alternance si le thyristor est utilisé sous tension alternative ;
- par extraction du courant au niveau du circuit de gâchette (obtenue par application d'une tension négative sur la gâchette, par un circuit appelé « extracteur de charges »).

Cette phase d'extinction forcée doit impérativement être terminée avant de commander à nouveau le passage vers l'état passant, sinon il y a risque de destruction du composant. Il y a donc un temps minimal de blocage (typiquement 100 µs), ce qui est à l'origine de la limitation en fréquence de commutation du GTO.

## Aire de sécurité
Les thyristors GTO étant le plus souvent utilisés en régime de commutation forcée, ils sont dès lors exposés à un régime de fonctionnement transitoire particulier, dans lequel le composant doit supporter la pleine tension normalement appliquée à la charge alors qu'ils sont encore parcourus par le courant nominal. Ce régime est le plus souvent destructeur pour le composant, la puissance dissipée sur la puce étant alors quasiment la puissance nominale à commuter. Cette phase dure tant que le thyristor n'est pas complètement bloqué (et donc parcouru par le courant qu'il commute)
Chaque thyristor GTO est caractérisé par une courbe f(U,I) appelée aire de sécurité, en anglais Safe Operating Area (SOA) (zone de fonctionnement sûre) qui définit quelle est la tension maximale applicable entre l'anode et la cathode pour un courant Iak donné. Si le courant qui traverse le composant dépasse la valeur admissible définie par la courbe pour une tension donnée, il y aura claquage du composant.
Le maintien du thyristor dans la zone SOA se fait grâce aux circuits d'aide à la commutation, qui vont limiter la montée en courant pendant la phase de déblocage (diminution progressive de la tension aux bornes du thyristor), ainsi que la remontée de la tension pendant la phase de blocage (diminution progressive du courant dans le thyristor)

## Technologie

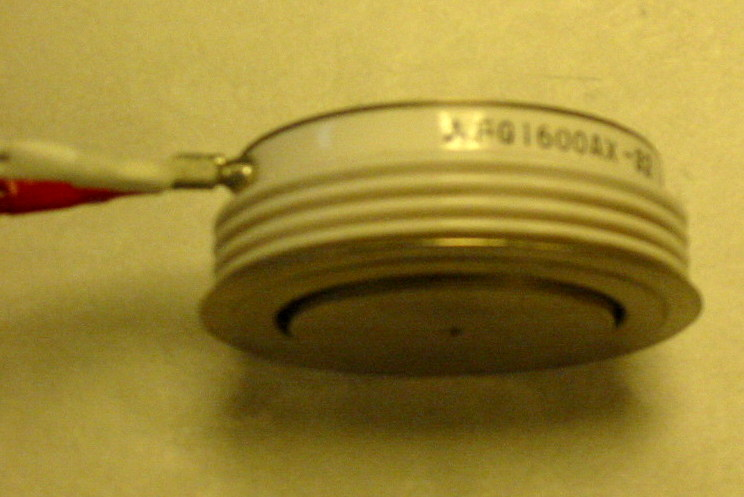
GTO en boîtier press-pack (calibre 1600 A).

Les GTO, comme les gros thyristors, sont réalisés sous la forme de grandes puces monolithiques en forme de disque (jusqu'à 125 voire 150 mm de diamètre).
Ils sont généralement encapsulés dans des boîtiers en céramique, qui doivent être pressés entre deux dissipateurs thermiques, lesquels assurent aussi les contacts électriques d'anode et de cathode (en anglais : press-pack). Ces boîtiers ont une faible résistance thermique, et sont bien adaptés au refroidissement à l'eau. Ils se prêtent aussi très bien à la construction de piles de composants en série.

## Gammes et usages
On trouve les GTO et les GCT en trois « types » :
- les GTO symétriques supportent la même tension dans les deux sens (Vak-max ≈ Vka-max) ;
- les GTO asymétriques, les plus courants, ne supportent la tension que dans le sens Vak, et doivent donc être utilisés avec une diode anti-parallèle (diode de roue libre) ;
- les GTO à conduction inverse (anglais : reverse-conducting GTO), sont des GTO asymétriques dont la diode de roue-libre est intégrée sur la même puce.

Les GTO asymétriques sont utilisés dans les onduleurs de tension, de la même façon que les IGBT. Les GTO symétriques peuvent être utilisés dans les onduleurs de courant, les contacteurs statiques, etc.
Actuellement il n'existe plus sur le marché que trois gammes de tension – 2 500 V, 4 500 V et 6 000 V –, pour des courants commutables d'environ 600 A jusqu'à 6 000 A.